# Virus Kadam
El Virus Kadam (KADV) es un Flavivirus transmitido por garrapatas.
Fue identificado por primera vez por el Instituto de Investigación de Virus de Uganda en Entebbe (Uganda), proveniente de muestras de ganado bovino obtenido en Karamoja en 1967. Por lo general está presente en garrapatas de los géneros Rhipicephalus y Amblyomma en Kenia y Uganda, infectando ganado y humanos.
Posteriormente, a principio de los años 1980 se demostró su difusión en Arabia Saudita, tras hallárselo en un camello muerto, infestado con garrapatas del género Hyalomma en Wadi Thamamah, cerca de Riad.